# Reprezentacja Danii na Mistrzostwach Świata w Wioślarstwie 2009
Reprezentacja Danii na Mistrzostwach Świata w Wioślarstwie 2009 liczyła 20 sportowców. Najlepszym wynikiem było 2. miejsce w czwórce bez sternika wagi lekkiej mężczyzn.

## Medale

### Złote medale
Brak

### Srebrne medale
czwórka bez sternika wagi lekkiej (LM4-): Christian Pedersen, Jens Vilhelmsen, Kasper Winther, Morten Jørgensen

### Brązowe medale
jedynka wagi lekkiej (LM1x): Mads Rasmussen
jedynka wagi lekkiej (LW1x): Juliane Rasmussen
czwórka podwójna wagi lekkiej (LM4x): Hans Christian Sørensen, Christian Nielsen, Rasmus Quist, Andreas Rambøl

## Wyniki

### Konkurencje mężczyzn
- jedynka wagi lekkiej (LM1x): Mads Rasmussen – 3. miejsce
- dwójka podwójna wagi lekkiej (LM2x): Steffen Jensen, Henrik Stephansen – 8. miejsce
- dwójka bez sternika wagi lekkiej (LM2-): Jacob Barsøe, Lasse Dittmann – 6. miejsce
- czwórka podwójna wagi lekkiej (LM4x): Hans Christian Sørensen, Christian Nielsen, Rasmus Quist, Andreas Rambøl – 3. miejsce
- czwórka bez sternika wagi lekkiej (LM4-): Christian Pedersen, Jens Vilhelmsen, Kasper Winther, Morten Jørgensen – 2. miejsce

### Konkurencje kobiet
- jedynka wagi lekkiej (LW1x): Juliane Rasmussen – 3. miejsce
- dwójka podwójna (W2x): Fie Graugaard-Udby, Lea Jakobsen – 10. miejsce
- dwójka podwójna wagi lekkiej (LW2x): Helle Tibian, Mia Espersen – 10. miejsce